# James Tolkan
James Stewart Tolkan (Calumet (Michigan), 20 juni 1931) is een Amerikaanse filmacteur. 
Tolkan is bekend voor zijn rol in Back to the Future (1985) als het strenge schoolhoofd van de Hill Valley High School, Gerald Strickland. In het vervolg Back to the Future Part II (1989) herhaalde hij deze rol. In het afsluitende deel van de serie Back to the Future Part III (1990) speelde hij de rol van Mr. Strickland's grootvader. 
Andere bekende rollen zijn onder andere een FBI agent in WarGames, een strenge officier in Top Gun en detective Lubic in Masters of the Universe.
Ook had hij vele gastoptredens in televisie series als Miami Vice en The Fresh Prince of Bel-Air.

## Gedeeltelijke filmografie
- The Three Sisters (1966)
- Serpico (1973)
- Love and Death (1975)
- Hanky Panky (1982)
- WarGames (1983)
- The River (1984)
- Hill Street Blues (1985)
- Back to the Future (1985)
- Top Gun (1986)
- Masters of the Universe (1987)
- Made in Heaven (1987)
- Back to the Future Part II (1989)
- Ministry of Vengeance (1990)
- Opportunity Knocks (1990)
- Back to the Future Part III (1990)
- Dick Tracy (1990)
- Driving Me Crazy (1991)
- Problem Child 2 (1991)
- Bloodfist IV: Die Trying (1992)
- Robo Warriors (1996)
- Wings: Thrill of Flight (1999)
- Seven Times Lucky (2004)
- Heavens Fall (2006)
- Phil Spector (2013)